# 霞舍日阿巴山
32°36′N 94°30′E / 32.600°N 94.500°E
霞舍日阿巴山，是唐古拉山脉的一座山峰，位于中国青海省南部杂多县境内，地理坐标为东经94度30分,北纬32度36分。霞舍日阿巴山海拔5395米，为长江源头之一当曲的发源地。“霞舍日阿巴山”一名在藏语中意为“黄色的山”。